# ديميتري أنوشين
ديمتري نيكولايفيتش أنوشين كان عالم آثار وإنثوغرافي وعالم في الجغرافيا. كان عضوًا في الجمعية الجغرافية الروسية وأقام القسم الفرعي الإثنوغرافي في المؤتمر الثاني عشر للعلماء والأطباء الطبيعيين الروس الذي عقد في موسكو عام 1909. هنا دفع إلى احتراف الإثنوغرافيا بالمقارنة مع المبشرين والهواة. ومع ذلك، عارض دعوة ليف ستيرنبيرغ لإنشاء مكتب إمبراطوري للإثنوغرافيا، خوفًا من أن يصبح النظام مرتبطًا جدًا بالبيروقراطية القيصرية.
ومع ذلك، شارك في عام 1915 في مفوضية دراسة القوى الإنتاجية الطبيعية لروسيا (KEPS) التي ساعدت في تعبئة الموارد في الإمبراطورية الروسية في زمن الحرب. جادل في لجنة ثانية برعاية الحكومة لدراسة السكان على غرار المكتب الأمريكي لعلم الأعراق. رفضت الأكاديمية الروسية للعلوم اقتراحه باعتباره غير قابل للتحقيق، لكنها أنشأت داخل مفوضية دراسة القوى الإنتاجية الطبيعية لجنة لوصف روسيا حسب المنطقة. وقد فُسر هذا التحول على أنه قام نتيجة لوجود مجال صغير للاثنوغرافيين لإجراء بحث مستقل حيث جُند الكثيرون في المستشفيات العسكرية والمؤسسات المماثلة للمساعدة في المجهود الحربي.
سميت فوهة أنوشين على القمر، ومعهد أنوشين للأنثروبولوجيا في جامعة موسكو الحكومية والأنهار الجليدية في نوفايا زمليا، إحدى جزر الكوريل وجبل في الأورال سميت باسمه.

## التكريم والجوائز
- وسام القديس فلاديمير ، الصف 3 و 4 ؛
- وسام القديسة آنا ، الصف الثاني ؛
- وسام جوقة الشرف (فرنسا)